# V815 Геркулеса
V815 Геркулеса (лат. V815 Herculis), HD 166181 — кратная звезда в созвездии Геркулеса на расстоянии приблизительно 106 световых лет (около 32,4 парсек) от Солнца. Видимая звёздная величина звезды — от +7,7m до +7,6m. Возраст звезды определён как около 125 млн лет.

## Характеристики
Первый компонент — оранжево-жёлтый карлик, эруптивная переменная звезда типа RS Гончих Псов (RS) спектрального класса G5V, или G5, или G6V*, или K0. Масса — около 0,9 солнечной, радиус — около 1,248 солнечного, светимость — около 0,949 солнечной. Эффективная температура — около 5276 K.
Второй компонент — красный карлик спектрального класса M. Масса — около 0,36 солнечной. Орбитальный период — около 1,8 суток.
Третий компонент — красный карлик спектрального класса M. Масса — около 108,95 юпитерианской (0,104 солнечной). Удалён в среднем на 1,444 а.е..
Четвёртый компонент — оранжевый карлик спектрального класса K1V*. Масса — около 0,79 солнечной. Орбитальный период — около 2089,3 суток (5,75 года). Удалён на 0,063 угловой секунды (3 а.е.).